# Felsmühle (Kronach)
Felsmühle ist eine Wüstung auf dem Gemeindegebiet der Kreisstadt Kronach im Landkreis Kronach (Oberfranken, Bayern).

## Geographie
Die Einöde lag am linken Ufer der Rodach auf einer Höhe von 298 m ü. NHN. Das Anwesen war Haus Nr. 51 von Neuses.

## Geschichte
Gegen Ende des 18. Jahrhunderts gehörte die Felsmühle zu Neuses. Das Hochgericht übte das bambergische Centamt Kronach aus. Grundherr der Schneidmühle war das Gotteshaus Kronach.
Mit dem Gemeindeedikt wurde Felsmühle dem 1808 gebildeten Steuerdistrikt Neuses und der 1818 gebildeten Ruralgemeinde Neuses zugewiesen. In einer topographischen Karte von 1923 wurde der Ort letztmals verzeichnet.

### Einwohnerentwicklung
| Jahr      | 001861 | 001871 |
| Einwohner | 8      | 4      |
| Häuser    |        |        |
| Quelle    | [ 6 ]  | [ 7 ]  |

## Religion
Der Ort war rein katholisch und nach St. Johannes der Täufer (Kronach) gepfarrt.